# Андижанский уезд
Андижанский уезд  — административно-территориальная единица Ферганской области Туркестанского генерал-губернаторства. Административный центр − г. Андижан.

## История
Уезд был образован в 1876 году после присоединении к Российской империи Кокандского ханства и создания Ферганской области.

## География
Андижанский уезд располагался на востоке Ферганской области. 
На северо-востоке уезд граничил с Семипалатинской областью. Границей между ними служил Ферганский хребет.

## Административное деление
В 1897 году в уезде было 20 волостей:
- Алтынкульская;
- Араванская;
- Аимская;
- Базар-Курганская;
- Балыкчинская;
- Джаляль-Абадская;
- Карасуйская;
- Курган-Тепинская;
- Куршабадская;
- Кокан-Кишлакская;
- Кенгол-Карагирская;
- Майгирская;
- Майлы-Исбакентская;
- Нарынская;
- Наукентская;
- Сусамырская;
- Узгентская;
- Хакентская;
- Хакуль-Абадская
- Ярбашинская.

## Население
В 1900 году в уезде проживало 351187 человек. Население состояло из сартов, кипчаков, киргизов  и небольшого числа русских.

## Экономика
В уезде было развито земледелие Возделывались пшеница, ячмень, рис, просо, дурра и  хлопчатник. Важное значение имело шелководство, садоводство и огородничество. 
Скотоводство было развито слабо. 
Относительно крупная промышленность сосредоточивалась преимущественно на очистке хлопка, производимой в 1900 году на 93 заводах. Остальные промышленные предприятия имели кустарно-ремесленный характер.